# Сидоровы Горы
Сидоровы Горы — деревня в Удмуртии, Воткинский район, в составе Перевозинского сельского поселения. Население — 125 жителей, дворов 162 (на 2009 год) — используется, в основном, как дачный посёлок. Расположено на юго-востоке района, на правом берегу Камы, примерно в 23 км к югу от райцентра Воткинска и в 35 км восточнее Ижевска. Соседняя деревня Поваренки Завьяловского района — в 2 км на запад, ниже по Каме. Высота над уровнем моря — 83 м. В деревне 6 улиц:

## История
Первое упоминание о Сидоровых Горах встречается в описи 1621 года "Сарапульского ж уезду села и деревни и починки и пустоши от Сарапула вверх по реке по Каме". В данной описи приводится следующая информация "Починок Сидоровской на горе и на реке Каме: пашни и с пустыми жеребьи мерою пять длинников, пять поперечников, итого тридцать десятин в поле, а в дву по тому ж".
.
Деревня Сидоровы-Горы лежит на р. Каме, в 50 в. от уездного города, в 8 в. от волостного правления и в 2 в. от школы и церкви. Жители – русские, б. удельные крестьяне, православные и старообрядцы. О времени основания деревни не помнят, но существует предание, что в деревне был Пугачев. Земля разделена по наличным душам мужского пола. В селении 5 веялок.
По данным 1928 года в Сидоровых Горах проживало 339 человек..
В 1999 году рядом с деревней были найдены доисторические останки терапсида Kamagorgon ulanovi.

## Улицы
- ул. Береговая
- ул. Камская
- ул. Лесная
- ул. Луговая
- ул. Полевая
- ул. Рябиновая